# Jay Elliot
Jay Elliot (...) è un informatico statunitense, fondatore e CEO di Nuvel Inc. .
Famoso per essere stato vicepresidente esecutivo e responsabile delle risorse umane della Apple sotto la presidenza di Steve Jobs, in cui ha toccato l'apice della sua carriera prima di lasciare l'azienda e fondare una startup, oggi azienda di successo Nuvel Inc. 
Prima di approdare alla Apple, Elliot ha collaborato come programmatore presso l'IBM, per poi passare a mansioni dirigenziali. 
Ha scritto insieme a Simon L. William la biografia di Steve Jobs, uscita nel 2011, Steve Jobs - L'uomo che ha inventato il futuro. 